# جان مارکیس
جان مارکیس (انگلیسی: John Marquisبازیکن فوتبال اهل بریتانیا است.
از باشگاه‌هایی که در آن بازی کرده‌است می‌توان به باشگاه فوتبال تورکی یونایتد، باشگاه فوتبال نورث‌همپتون تاون، باشگاه فوتبال گیلینگام، باشگاه فوتبال چلتنهام تاون، باشگاه فوتبال پورتسموث، باشگاه فوتبال لیتون اورینت، باشگاه فوتبال میلوال، و باشگاه فوتبال استاینز تاون اشاره کرد.